# Beutler (Familienname)
Beutler ist ein deutscher Familienname.

## Herkunft und Bedeutung
Beutler ist ein Berufsname und bezieht sich auf den Beutler.

## Namensträger
- Annette Beutler (* 1976), Schweizer Radrennfahrerin
- Andreas Beutler (* 1963), Schweizer Eishockeyspieler und -trainer
- August Frederik Beutler (* 1728 oder 1720), deutscher Forschungsreisender
- Bengt Beutler (* 1942), deutscher Rechtswissenschaftler
- Benjamin Beutler (* 1979), deutscher Journalist und Buchautor
- Betsy Beutler (* 1988), US-amerikanische Schauspielerin
- Bruce Beutler (* 1957), US-amerikanischer Immunologe und Genetiker
- Chris Beutler (* 1944), US-amerikanischer Politiker
- Christian Beutler (1923–2003), deutscher Kunsthistoriker
- Clemens Beutler (1623–1682), österreichischer Künstler, Maler und Kartograf
- Dan Beutler (* 1977), schwedischer Handballtorhüter
- Ernest Beutler (1928–2008), deutschamerikanischer Hämatologe
- Ernst Beutler (1885–1960), deutscher Literaturhistoriker
- Gerhard Beutler (* 1946), Schweizer Astronom und Geodät
- Gisela Beutler (1919–1996), deutsche Romanistin und Hispanistin
- Hans Beutler (1913–1994), Schweizer Künstler
- Hans-Wilhelm Beutler (1897–1966), deutscher Wirtschaftsfunktionär und Politiker (FDP)
- Jacek Beutler (* 1964), polnischer Judoka
- Jaime Herrera Beutler (* 1978), US-amerikanische Politikerin
- Johannes Beutler (1933–2024), deutscher Ordensgeistlicher und Theologe
- Käthe Beutler (1896–1999), deutsche Kinderärztin
- Kurt Beutler (Pädagoge) (1937–2011), deutscher Pädagoge
- Kurt Beutler (Theologe) (* 1960), Schweizer Theologe, Pastor und Arabist
- Magdalena Beutler (1407–1458), deutsche Mystikerin
- Maja Beutler (1936–2021), Schweizer Schriftstellerin
- Margarete Beutler (1876–1949), deutsche Lyrikerin
- Michael Beutler (* 1976), deutscher Bildhauer und Installationskünstler
- Moritz Beutler (1862–1942), deutscher Politiker und MdL Sachsen
- Nicole Beutler (* 1969), österreichische Schauspielerin
- Otto Beutler (1853–1926), deutscher Jurist, Politiker und Oberbürgermeister von Dresden
- Peter Beutler (* 1942), Schweizer Schriftsteller
- Rolf Beutler (* 1940), Schweizer Sportschütze
- Rudolf Beutler (1911–1975), deutscher Klassischer Philologe
- Ruth Beutler (1897–1959), deutsche Zoologin
- Sylvia Beutler-Krowas (* 1971), Rechtsanwältin und Laiendarstellerin
- Tom Beutler (* 1946), US-amerikanischer Football-Spieler
- Werner Beutler (1924–2025), deutscher Gymnasiallehrer und Kartäuserforscher
- Willi Beutler (1903–1978), deutscher Fotograf
- Willy Beutler (1876–1919), deutscher Schauspieldirektor